# Enea Navarini
Enea Navarini né à Cesena le 1er avril 1885, mort à Mérano le 22 mars 1977 est un général italien ayant servi durant la Seconde Guerre mondiale entre 1940 et 1943.

## Biographie
De 1939 à 1941  Enea Navarini est Général commandant de la 56e Division d'infanterie Casale, (Grèce 1941).  Le 14 mars 1941 sa division est embarquée pour l'Albanie afin de participer à la campagne des Balkans. Aussitôt l'armée grecque défaite, Navarini est transféré sur le front nord africain où il prend le commandement XXIe corps d'armée.
Pendant la campagne africaine, Enea Navarini est un des hommes de confiance du général allemand Erwin Rommel et chef du Delease (Commandement suprême Italien d'Afrique septentrionale), jusqu'à son rapatriement en juillet 1942. 
Il retourne en Afrique pour prendre part à la Seconde bataille d'El Alamein.
Après la défaite il garde le commandement des unités du corps d'armée ayant rescapées jusqu’au mois de mai 1943, quand il est évacué vers l'Italie.
En juin 1943 il est général commandant du XIXe Corps d'armée.
Lors du débarquement des troupes alliées en Italie, il assure la défense côtière de la Campanie jusqu'au 11 septembre 1943, car à la suite de l’armistice de Cassibile, le XIXe Corps d'armée est dissous.
Le désordre créé par l'armistice l'incite à rejoindre les forces armées de la nouvelle République sociale italienne.
À partir de 1944, il est commandant du Centre de formation d'unités spéciales de la République sociale italienne jusqu'à sa chute en avril 1945.

## Sources
- (it) Cet article est partiellement ou en totalité issu de l’article de Wikipédia en italien intitulé « Enea Navarini » (voir la liste des auteurs).
- (en) « Biography of Lieutenant-General Enea Navarini », sur Generals.dk